# Tal Skinner
Talvin "Tal" Skinner (Berlin, Maryland, 10 de septiembre de 1952) es un exjugador y exentrenador de baloncesto estadounidense que disputó dos temporadas en la NBA. Con 1,96 metros de estatura, jugaba en la posición de alero.

## Trayectoria deportiva

### Universidad
Jugó tres temporadas con los Hawks de la Universidad de Maryland Eastern Shore, en las que promedió 16,5 puntos y 13,8 rebotes por partido. En sus dos últimas temporadas fue incluido en el mejor quinteto de la Mid-Eastern Athletic Conference. En 1973 fue además incluido en el mejor quinteto del torneo de la NAIA.

### Profesional
Fue elegido en la cuadragésimo cuarta posición del Draft de la NBA de 1974 por Seattle SuperSonics, y también por New York Nets en el puesto 40 del draft de la ABA, fichando por los primeros. Allí jugó dos temporadas, siendo la más destacada la primera, en la que promedió 4,8 puntos y 4,7 rebotes por partido.

### Entrenador
Entre 2002 y 2007 fue entrenador asistente y especialista en el desarrollo de jugadoras en las Seattle Storm de la WNBA.

## Estadísticas de su carrera en la NBA

### Temporada regular
| Temporada | Edad | Equipo              | Liga | P   | TIT | MIN  | TC  | TCA | %TC  | 3P | 3PA | %3P | TL  | TLA | %TL  | R.OF. | R.DEF. | REB | ASIS | ROB | TAP | PER | FP  | PTS |
| 1974-75   | 22   | Seattle SuperSonics | NBA  | 73  |     | 21.6 | 1.9 | 4.8 | .409 |    |     |     | 0.9 | 1.3 | .649 | 1.8   | 2.9    | 4.7 | 1.2  | 0.7 | 0.2 |     | 2.2 | 4.8 |
| 1975-76   | 23   | Seattle SuperSonics | NBA  | 72  |     | 17.0 | 1.8 | 4.0 | .463 |    |     |     | 0.7 | 1.1 | .613 | 1.2   | 2.4    | 3.7 | 0.9  | 0.7 | 0.1 |     | 1.6 | 4.3 |
| Total     |      |                     | NBA  | 145 |     | 19.3 | 1.9 | 4.4 | .434 |    |     |     | 0.8 | 1.2 | .633 | 1.5   | 2.6    | 4.2 | 1.0  | 0.7 | 0.2 |     | 1.9 | 4.6 |

### Playoffs
| Temporada | Edad | Equipo              | Liga | P  | TIT | MIN  | TC  | TCA | %TC  | 3P | 3PA | %3P | TL  | TLA | %TL  | R.OF. | R.DEF. | REB | ASIS | ROB | TAP | PER | FP  | PTS |
| 1974-75   | 22   | Seattle SuperSonics | NBA  | 9  |     | 23.4 | 2.3 | 5.0 | .467 |    |     |     | 1.6 | 2.1 | .737 | 1.2   | 3.0    | 4.2 | 1.3  | 1.0 | 0.2 |     | 2.9 | 6.2 |
| 1975-76   | 23   | Seattle SuperSonics | NBA  | 6  |     | 14.3 | 0.7 | 2.3 | .286 |    |     |     | 1.8 | 2.5 | .733 | 1.0   | 1.5    | 2.5 | 1.2  | 0.8 | 0.3 |     | 1.5 | 3.2 |
| Total     |      |                     | NBA  | 15 |     | 19.8 | 1.7 | 3.9 | .424 |    |     |     | 1.7 | 2.3 | .735 | 1.1   | 2.4    | 3.5 | 1.3  | 0.9 | 0.3 |     | 2.3 | 5.0 |